# Francin
Francin foi uma comuna francesa na região administrativa de Auvérnia-Ródano-Alpes, no departamento de Saboia. Estendia-se por uma área de 6,93 km². Em 2010 a comuna tinha 883 habitantes (densidade: 127,4 hab./km²).
Em 1 de janeiro de 2019, foi incorporada à nova comuna de Porte-de-Savoie.